# Eleccions regionals de la Vall d'Aosta de 1988
Les eleccions per a renovar el Conseil de la Vallée / Consiglio Regionale de la Vall d'Aosta se celebraren el 26 i 27 de juny de 1988.

## Resultats electorals
| ← Eleccions regionals de la Vall d'Aosta, 1988 → |        |         |        |
| Partits                                          | vots   | (%)     | escons |
| Union Valdôtaine (UV)                            | 26.960 | 34,20%  | 12     |
| Democràcia Cristiana Italiana (DC)               | 15.319 | 19,44%  | 7      |
| Partit Comunista Italià (PCI)                    | 10.953 | 13,90%  | 5      |
| Autonomistes Demòcrates Progressistes (ADP)      | 8.667  | 11,00%  | 4      |
| Partit Socialista Italià (PSI)                   | 5.902  | 7,80%   | 3      |
| Nova Esquerra Vall d'Aosta                       | (?)    | 2,48%   | 1      |
| Unió Autonomista - Pensionistes (UAP)            | (?)    | 1,64%   | 1      |
| Partit Republicà Italià (PRI)                    | 1.732  | 2,20%   | 1      |
| Moviment Social Italià-Dreta Nacional (MSI)      | 1.381  | 1,75%   | 1      |
| Partit Socialista Democràtic Italià (PSDI)       | 1.263  | 1,60%   | -      |
| Partit Liberal Italià (PLI)                      | 1.259  | 1,60%   | -      |
| Verds independents - Radicals federalistes       | 734    | 0,93%   | -      |
| Llista per la Zona Franca                        | 413    | 0,52%   | -      |
| Artesans i Comercians Valdostans (ACV)           | 348    | 0,44%   | -      |
| altres                                           | 3.250  | (4,12%) | -      |
| Total                                            | 78.820 | 100,00  | 35     |

Fonts: Ministero dell'Interno, ISTAT, Istituto Cattaneo, Consell Regional de la Vall d'Aosta